# Jan Šott
Jan Šott (* 9. června 1977) je český trestní soudce, známý několika mediálně sledovanými kauzami.
Vystudoval Právnickou fakultu Univerzity Karlovy v Praze a roku 2001 získal titul magistr. Diplomovou práci napsal na téma Ochrana osobnosti fyzické osoby v občanském právu se zřetelem k ochraně jejího soukromí.
V říjnu 2006 se stal soudcem Obvodního soudu pro Prahu 5, kde soudil např. ředitele Středočeské galerie Jana Třeštíka za pokus nelegálního vývozu obrazu Pabla Picassa nebo člena tzv. Berdychova gangu Tomáše Půtu za napadení záchranářů. Nejvíce se ale proslavil korupční kauzou Víta Bárty. V ní Bártu v roce 2012 nejprve podmíněně odsoudil za podplácení poslanců vlastní strany. Později ale Nejvyšší soud rozhodl, že se na Bártovo jednání z části vztahuje poslanecká imunita (zbytek verdiktu pak zrušil Městský soud v Praze). V dalším řízení Šott Bártu osvobodil. 
V říjnu 2017 se stal po půlroční stáži soudcem Městského soudu v Praze.
V lednu 2021 rozhodoval o případu úředníka finančního ředitelství Jiřího Junga, kterého odsoudil na devět let vězení za to, že požádal o úplatek 10 milionů korun, za nějž chtěl poskytnout neveřejné informace.
V březnu 2022 mu byla dle rozvrhu práce Městského soudu v Praze přidělena tzv. kauza Čapí hnízdo, v níž je obžalován z dotačního podvodu bývalý předseda vlády Andrej Babiš.
Od 1. července 2022 začal na Městském soudu vyřizovat trestní odvolací agendu.
Dne 9. ledna 2023 vynesl verdikt, ve kterém zprostil Andreje Babiše a Janu Nagyovou všech obvinění, které na ně byly opakovaně vzneseny v kauze Čapí hnízdo.